# Simon Wennerhag
Simon Wennerhag, född 20 juli 1994, är en svensk fotbollsspelare (mittfältare).

## Karriär
Wennerhag flyttades upp i Östers IF:s A-lag inför säsongen 2014. Under början av 2015 lånades han ut till division 3-klubben Räppe GoIF. Sommaren 2015 gick Wennerhag till division 1-klubben Motala AIF.
I augusti 2018 gick Wennerhag till FK Älmeboda/Linneryd.